# Tanaella tuberculata
Tanaella tuberculata is een naaldkreeftjessoort uit de familie van de Tanaellidae. De wetenschappelijke naam van de soort is voor het eerst geldig gepubliceerd in 1989 door Kudinova-Pasternak.